# Morpholycus apicalis
Morpholycus apicalis es una especie de coleóptero de la familia Pyrochroidae.

## Distribución geográfica
Habita en Australia.